# 田大成
田 大成（でん たいせい）は、中国のテノール歌手。陝西師範大学音楽学部長。四川省出身。東京芸術大学大学院博士課程修了（音楽学博士）。

## 経歴
1984年に中国「蓉城の秋」音楽祭で優秀演奏賞受賞。1987年には第一回中国芸術祭に出演。同年、中国四川青年音楽代表団の一員として来日し、広島市や福山市等で友好訪間公演を行なった。1989年に東京芸術大学に留学。
NHK-FM「土曜リサイタル」、テレビ朝日「題名のない音楽会」に出演。1993年には虫プロダクションの長編アニメ映画「ライヤンツーリーのうた」の主題歌を録音。
1994年、第8回日仏声楽コンクール3位入賞。1995年、アサヒビール音楽賞を受賞。
1998年から2000年まで東京芸術大学音楽学部客員研究員を務めた。三林輝夫、中村浩子に師事。1998年にフランス・パリへ短期留学し、モラーヌ、クレスパン両氏の指導を受ける。またイタリアのテノール歌手・ヴィットーリオ·テッラノーヴァの指導を受ける。
オペラでは「ラ・ボエーム」、「ティレジアスの乳房」、「椿姫」、「アイーダ」、「カルメン」等に出演。その中でもカルメンのドン・ホセ役は高く評価されている。
2003年からは松戸市による「まつど国際文化大使」として日中友好親善交流の推進に協力している。2005年9月より陝西師範大学音楽学院学院長及び声楽科教授に就任。

## 受賞歴
- 1984年 - 蓉城の秋音楽祭優秀演奏賞
- 1994年 - 第8回日仏声楽コンクール3位
- 1995年 - アサヒビール音楽賞

## ディスコグラフィー
| 田大成フランス歌曲アルバム                 | 1998年06月     | アダム・エース |
| 田大成 フランス&イタリア・オペラ・アリア集 | 2002年10月28日 | ALM RECORDS    |
| 一衣帯水田大成中国&日本・名歌集            | 2005年12月07日 | ALM RECORDS    |